# Кларк, Зои
Зои Кларк (англ. Zoey Clark) — британская легкоатлетка, спринтер, призёр чемпионатов мира, Европы и Игр Содружества в эстафете 4×400 метров. Чемпионка Великобритании в беге на 400 метров.

## Биография
Первый опыт международных чемпионатов Зои Кларк получила на юниорском чемпионате Европы 2011 года в Таллине. Там на британской эстафете 4 на 400 метров в забеге команда смогла выиграть золотую медаль. В 2015 году на чемпионате Европы до 23 лет в 3:30:07 минуты снова завоевала золотую медаль в британской эстафете. В 2017 году она квалифицировалась на чемпионат мира в Лондоне и прошла там в индивидуальном соревновании на 400 метров с 51,81 секундой в полуфинале. В 2018 году заняла шестое место на чемпионате мира в Бирмингеме в 52,16 секунд и завоевала бронзовую медаль с эстафетой в 3:29,38 мин. В начале апреля приняла участие в Играх Содружества в австралийском Голд-Кост, где вышла в полуфинал в одиночном разряде со счетом 52,06 секунды и заняла шестое место со счетом 3:29,18 мин. В августе она победила на чемпионате Европы в Берлине.
В 2019 году на чемпионате Европы в зале в Глазго уступила в первом раунде в индивидуальном соревновании на 400 метров с 53,85 секунд и выиграла серебряную медаль за командой из Польши со счетом 3:29,55 минуты. На World Relays в Иокогаме заняла шестое место в 3:28,96 мин, а на чемпионате мира в октябре в Дохе заняла четвертое место в женской эстафете в 3:23,02 минут, а также в смешанном сезоне в 3:12,27 минут. В 2021 году выиграла серебряная медаль на крытых чемпионатах Европы в Торуне. В начале мая заняла пятое место в смешанной эстафете на World Athletics Relays в Хожуве 3:18,87 минут, а женская эстафета помогла ей выйти в финал.
В 2017 году она стала чемпионкой Великобритании в беге на 400 метров на открытом воздухе, а в 2019 году, в зале. Она получила степень магистра химического машиностроения в Университете Абердина.